# سفاري رمات غان
مركز حديقة الحيوانات والمعروفة بسفاري رمات غان (بالعبرية: הספארי - המרכז הזואולוגי תל אביב-רמת גן)، تقع في مدينة رمات غان في مركز إسرائيل، في ما يسمى بقضاء تل أبيب.